# Strasbourška prisega
Strasbourške prisege (francosko Les serments de Strasbourg, latinsko Sacramenta Argentariæ) je prvo pisano besedilo v francoskem jeziku. Izrečena in zapisana je bila 14. februarja 842. Gre za pogodbo o vojaškem zavezništvu med Karlom Plešastim in Ludvikom Nemškim proti Lotarju I. Vsi trije so bili sinovi Ludvika Pobožnega, vnuki Karla Velikega. Zapisana je v karolinški minuskuli.